# Typhlamphiascus pectinifer
Typhlamphiascus pectinifer är en kräftdjursart som beskrevs av Lang 1965. Typhlamphiascus pectinifer ingår i släktet Typhlamphiascus och familjen Diosaccidae. Inga underarter finns listade i Catalogue of Life.